# Coulée verte René-Dumont

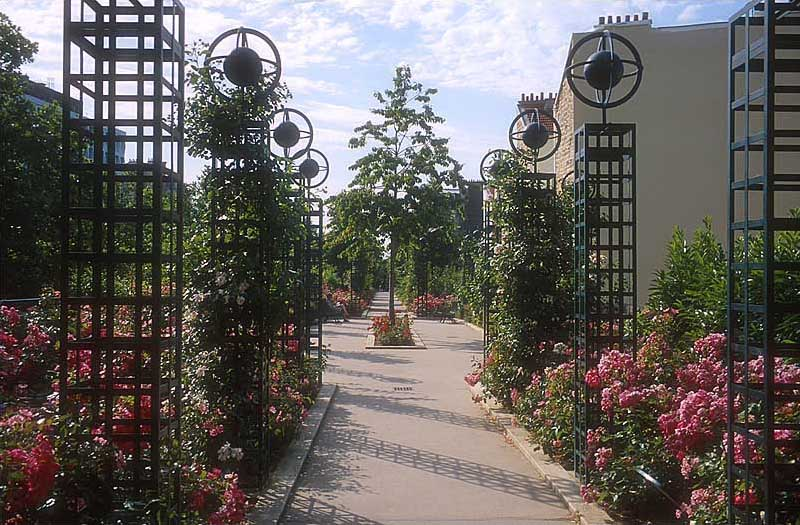
Promenade plantée

La Promenade plantée, també anomenada Coulée verte (via verda) és un espai verd situat al  12è districte de París, que s'estén des de la place de la Bastille al boulevard périphérique passant per la Mairie del 12è districte.

## Traçat
La Promenade plantée va des de la plaça de la Bastilla fins al bulevard perifèric al nivell de la porta de Montempoivre, passant per la Mairie del 12è districte. Segueix una distància de 4,7 quilòmetres sobre el traçat de l'antiga via de ferrocarril de la Línia de Vincennes, que enllaçava l'estació de la Bastilla (on s'eleva avui l'Opéra Bastille) a La Varenne-Saint-Maur. Quatre jardins ho guarneixen, representant una superfície total de 3,3 hectàrees paisatgistes.
Manlleva la meitat de la seva longitud el Viaduc des Arts, dominant l'avinguda Daumesnil fins al jardí de Reuilly. Prossegueix llavors a nivell de terra fins a l'estació de Reuilly, paral·lelament a l'avinguda, abans d'apartar-se'n per seguir l'antiga rasa SNCF, més avall aquesta vegada dels carrers veïns. Arriba finalment a la plaça Charles-Péguy i la Porta de Montempoivre.
Concebuda per Jacques Vergely (paisatgista) i Philippe Mathieux (arquitecte), ofereix als vianants un entorn de jardins, del que els ciclistes poden igualment gaudir-ne a la part situada el nivell de terra. La part alta del Passeig comprèn seccions emmarcades de prop per edificis moderns, i altres de més lliures.